# Världsmästerskapet i ishockey för herrar 2015
Världsmästerskapet i ishockey för herrar 2015 spelades i Ostrava och Prag i Tjeckien under perioden 1–17 maj 2015 och var den 79:e VM-turneringen för herrar arrangerad av Internationella ishockeyförbundet (IIHF). 
Beslutet att genomföra turneringen i Tjeckien togs av IIHF på ett möte i Köln den 22 maj 2010.
Den största av de två arenorna under VM var O2 Arena i Prag, som byggdes till VM 2004 och som har plats för 18 000 åskådare. Den andra arenan var ČEZ Aréna i Ostrava, som stod klar 1986 och renoverades i samband med VM 2004. ČEZ Aréna har plats för 9 800 åskådare. Turneringen slog publikrekord genom alla tider; totalt sågs matcherna av 741 700 åskådare. Det tidigare rekordet slogs i VM i Vitryssland 2014 med en publik på totalt 640 044.
Vinnare av turneringen blev Kanada som vann sin 25:e titel genom att besegra Ryssland i finalen med 6–1. USA erövrade bronsmedaljerna genom att slå hemmanationen Tjeckien med 3–0. Jaromír Jágr, stor publikfavorit, blev utsedd till MVP i turneringen. 43-åringen gjorde sex mål och tre assist. Den kanadensiske kaptenen Sidney Crosby blev i och med segern medlem i den exklusiva trippelguldklubben.
VM Division I grupp A var planerad att spelas i Donetsk, Ukraina under perioden 18–24 april 2015, men på grund av de politiska spänningarna i landet och oron i staden i östra Ukraina (se konflikten i östra Ukraina 2014) drog det ukrainska ishockeyförbundet tillbaka sin kandidatur den 15 augusti 2014. Den 18 september bestämde IIHF att Polen skulle ta över arrangemanget för VM Division I A och att ny spelort skulle bli Kraków.
VM i de lägre divisionerna spelades i olika omgångar under april 2015:
- Division I, grupp A i Kraków, Polen under perioden 18–24 april 2015.[6][7]
- Division I, grupp B i Eindhoven, Nederländerna under perioden 13–19 april 2015.
- Division II, grupp A i Reykjavik, Island under perioden 13–19 april 2015.
- Division II, grupp B i Kapstaden, Sydafrika under perioden 13–19 april 2015.
- Division III i Izmir, Turkiet under perioden 3–12 april 2015.

## Toppdivisionen

### Omröstningen
Under internationella ishockeyförbundets kongress i Köln, Tyskland den 21 maj 2010 röstades Tjeckien fram som värdland för världsmästerskapet i ishockey för herrar 2015 med 84 röster mot Ukrainas 22 röster.
| Land     | Röster |
| -------- | ------ |
| Tjeckien | 84     |
| Ukraina  | 22     |

### Deltagande lag
Följande sexton lag − fjorton från Europa och två från Nordamerika − kvalificerade sig för spel i VM. Österrike och Slovenien var två nya lag jämfört med förra årets turnering, och de ersatte Italien och Kazakstan.
| Europa - Vitryssland* - Tjeckien† - Danmark* - Finland* - Frankrike* - Tyskland* - Österrike^ - Lettland* | - Norge* - Ryssland* - Slovakien* - Sverige* - Schweiz* - Slovenien^ Nordamerika - Kanada* - USA* |  |

* = Automatiskt kvalificerade lag genom att placera sig bland de 14 första lagen i VM i ishockey 2014
^ = Kvalificerade genom att placera sig etta och tvåa i Division I Grupp A vid VM i ishockey 2014
† = Värdnation och automatiskt kvalificerad

### Seedning och gruppindelning
Seedningen skedde efter IIHF:s världsranking 2014. Siffrorna inom parentes motsvarar placering i världsrankingen.
| Grupp A (Prag) - Sverige (1) - Kanada (4) - Tjeckien (5) - Schweiz (7) - Lettland (9) - Frankrike (12) - Tyskland (13) - Österrike (16) | Grupp B (Ostrava) - Finland (2) - Ryssland (3) - USA (6) - Slovakien (8) - Norge (10) - Vitryssland (11) - Slovenien (14) - Danmark (15) |

### Arenor
| Tjeckien - Prag    | Tjeckien - Prag                                | · Prag Ostrava Arrangörsstäder i ishockey-VM 2015. |
|                    | O2 Arena Invigt: 2004 Publikkapacitet: 17 360  | · Prag Ostrava Arrangörsstäder i ishockey-VM 2015. |
| Tjeckien - Ostrava |                                                | · Prag Ostrava Arrangörsstäder i ishockey-VM 2015. |
|                    | ČEZ Aréna Invigt: 1986 Publikkapacitet: 10 107 | · Prag Ostrava Arrangörsstäder i ishockey-VM 2015. |

### Symboler

#### Maskot
Turneringens maskot är två kaniner, Bob och Bobek. Kaninerna är sedan tidigare etablerade tecknade figurer, som första gången framträdde i tjeckoslovakisk television 1979. De har även visats i SVT:s barnprogram, bland annat i Jullovsmorgon (2005–2006).

### Spelartrupper
Varje spelartrupp inför VM i ishockey ska innehålla minst femton utespelare samt två målvakter, eller maximalt tjugotvå utespelare och tre målvakter. Alla sexton deltagande nationslag ska via sina respektive ishockeyförbund presentera sina laguppställningar före VM-organisationens första möte.

### Domare
Världsmästerskapet dömdes av dessa 16 domare och 16 linjedomare under årets turnering.
| - Aleksi Rantala - Jyri Rönn - Vjatjeslav Bulanov - Roman Gofman - Konstantin Olenin - Daniel Stricker - Tobias Wehrli - Jozef Kubuš | - Tobias Björk - Mikael Nord - Marcus Vinnerborg - Pavel Hodek - Vladimír Šindler - Daniel Piechaczek - Timothy Mayer - Maksim Sidorenko |

| - Anton Semjonov - Masi Puolakka - Sakari Suominen - Bevan Mills - Jon Killian - Gleb Lazarev - Nicolas Fluri - Peter Šefčík | - Jimmy Dahmen - Henrik Pihlblad - Vit Lederer - Miroslav Lhotský - Rudolf Tošenovjan - André Schrader - Paul Carnathan - Fraser McIntyre |

### Gruppspel

#### Grupp A
| Grupp A   | S | V | ÖV | ÖF | F | GM | IM | MS  | P  |
| --------- | - | - | -- | -- | - | -- | -- | --- | -- |
| Kanada    | 7 | 7 | 0  | 0  | 0 | 49 | 14 | +35 | 21 |
| Sverige   | 7 | 4 | 2  | 0  | 1 | 34 | 19 | +15 | 16 |
| Tjeckien  | 7 | 4 | 1  | 1  | 1 | 27 | 18 | +9  | 15 |
| Schweiz   | 7 | 2 | 0  | 4  | 1 | 12 | 18 | −6  | 10 |
| Tyskland  | 7 | 2 | 0  | 1  | 4 | 11 | 24 | −13 | 7  |
| Frankrike | 7 | 1 | 1  | 0  | 5 | 13 | 20 | −7  | 5  |
| Lettland  | 7 | 0 | 2  | 1  | 4 | 11 | 25 | −14 | 5  |
| Österrike | 7 | 0 | 2  | 1  | 4 | 10 | 29 | −19 | 5  |

| Avancemang till slutspel | Relegerad till Division I A 2016 |

#### Grupp B
| Grupp B     | S | V | ÖV | ÖF | F | GM | IM | MS  | P  |
| ----------- | - | - | -- | -- | - | -- | -- | --- | -- |
| USA         | 7 | 5 | 1  | 0  | 1 | 22 | 14 | +8  | 17 |
| Finland     | 7 | 4 | 2  | 0  | 1 | 22 | 9  | +13 | 16 |
| Ryssland    | 7 | 4 | 1  | 1  | 1 | 30 | 16 | +14 | 15 |
| Vitryssland | 7 | 4 | 0  | 2  | 1 | 20 | 19 | +1  | 14 |
| Slovakien   | 7 | 1 | 2  | 2  | 2 | 17 | 19 | −2  | 9  |
| Norge       | 7 | 2 | 0  | 0  | 5 | 12 | 23 | −11 | 6  |
| Danmark     | 7 | 1 | 0  | 1  | 5 | 10 | 20 | −10 | 4  |
| Slovenien   | 7 | 1 | 0  | 0  | 6 | 9  | 22 | −13 | 3  |

| Avancemang till slutspel | Relegerad till Division I A 2016 |

### Slutspel
|  | Kvartsfinal |             |             |  |     |            |            |            |  |       |        |          |   |
|  | A1          | Kanada      | 9           |  |     |            |            |            |  |       |        |          |   |
|  | B4          | Vitryssland | 0           |  |     | Semifinal  | Semifinal  | Semifinal  |  |       |        |          |   |
|  |             |             |             |  |     | KF1        | Kanada     | 2          |  |       |        |          |   |
|  | Kvartsfinal | Kvartsfinal | Kvartsfinal |  | KF2 | Tjeckien   | 0          |            |  |       |        |          |   |
|  | B2          | Finland     | 3           |  |     |            |            |            |  |       |        |          |   |
|  | A3          | Tjeckien    | 5           |  |     | Bronsmatch | Bronsmatch | Bronsmatch |  | Final | Final  | Final    |   |
|  |             |             |             |  |     | SF1        | Tjeckien   | 0          |  | SF1   | Kanada | 6        |   |
|  | Kvartsfinal | Kvartsfinal | Kvartsfinal |  |     | SF2        | USA        | 3          |  |       | SF2    | Ryssland | 1 |
|  | B1          | USA         | 3           |  |     |            |            |            |  |       |        |          |   |
|  | A4          | Schweiz     | 1           |  |     | Semifinal  | Semifinal  | Semifinal  |  |       |        |          |   |
|  |             |             |             |  |     | KF3        | USA        | 0          |  |       |        |          |   |
|  | Kvartsfinal | Kvartsfinal | Kvartsfinal |  | KF4 | Ryssland   | 4          |            |  |       |        |          |   |
|  | A2          | Sverige     | 3           |  |     |            |            |            |  |       |        |          |   |
|  | B3          | Ryssland    | 5           |  |     |            |            |            |  |       |        |          |   |

#### Kvartsfinaler
Alla tider är angivna i lokal tid (UTC+2). 
|       | 14 maj 2015 | USA                                          | 3 – 1                     | Schweiz                   | ČEZ Aréna                                                  |                                                            |
| 15:15 | 15:15       | (0–1, 2–0, 1–0) Summering                    | (0–1, 2–0, 1–0) Summering | (0–1, 2–0, 1–0) Summering | Ostrava Publik: 6 495 Domare: Viacheslav Bulanov Jyri Rönn | Ostrava Publik: 6 495 Domare: Viacheslav Bulanov Jyri Rönn |
| 15:15 | 15:15       | Smith (30:17) Coyle (31:14) Gardiner (50:33) | Mål                       | Josi (13:04)              | Ostrava Publik: 6 495 Domare: Viacheslav Bulanov Jyri Rönn | Ostrava Publik: 6 495 Domare: Viacheslav Bulanov Jyri Rönn |
| 15:15 | 15:15       |                                              |                           |                           | Ostrava Publik: 6 495 Domare: Viacheslav Bulanov Jyri Rönn | Ostrava Publik: 6 495 Domare: Viacheslav Bulanov Jyri Rönn |
| 15:15 | 15:15       |                                              |                           |                           | Ostrava Publik: 6 495 Domare: Viacheslav Bulanov Jyri Rönn | Ostrava Publik: 6 495 Domare: Viacheslav Bulanov Jyri Rönn |
| 15:15 | 15:15       |                                              |                           |                           | Ostrava Publik: 6 495 Domare: Viacheslav Bulanov Jyri Rönn | Ostrava Publik: 6 495 Domare: Viacheslav Bulanov Jyri Rönn |
| 15:15 | 15:15       |                                              |                           |                           | Ostrava Publik: 6 495 Domare: Viacheslav Bulanov Jyri Rönn | Ostrava Publik: 6 495 Domare: Viacheslav Bulanov Jyri Rönn |

|       | 14 maj 2015 | Kanada | 9 – 0                     | Vitryssland               | O2 Arena                                                    |                                                             |
| 16:15 | 16:15       | (4–0, 2–0, 3–0) Summering | (4–0, 2–0, 3–0) Summering | (4–0, 2–0, 3–0) Summering | Prag Publik: 15 126 Domare: Timothy Mayer Marcus Vinnerborg | Prag Publik: 15 126 Domare: Timothy Mayer Marcus Vinnerborg |
| 16:15 | 16:15       | Burns (00:27) Ennis (07:36) O'Reilly (10:15) Seguin (17:28) (PP) Seguin (23:23) Burns (31:08) (PP) Seguin (50:32) (PP) O'Reilly (53:02) Spezza (55:19) | Mål                       |                           | Prag Publik: 15 126 Domare: Timothy Mayer Marcus Vinnerborg | Prag Publik: 15 126 Domare: Timothy Mayer Marcus Vinnerborg |
| 16:15 | 16:15       | |                           |                           | Prag Publik: 15 126 Domare: Timothy Mayer Marcus Vinnerborg | Prag Publik: 15 126 Domare: Timothy Mayer Marcus Vinnerborg |
| 16:15 | 16:15       | |                           |                           | Prag Publik: 15 126 Domare: Timothy Mayer Marcus Vinnerborg | Prag Publik: 15 126 Domare: Timothy Mayer Marcus Vinnerborg |
| 16:15 | 16:15       | |                           |                           | Prag Publik: 15 126 Domare: Timothy Mayer Marcus Vinnerborg | Prag Publik: 15 126 Domare: Timothy Mayer Marcus Vinnerborg |
| 16:15 | 16:15       | |                           |                           | Prag Publik: 15 126 Domare: Timothy Mayer Marcus Vinnerborg | Prag Publik: 15 126 Domare: Timothy Mayer Marcus Vinnerborg |

|       | 14 maj 2015 | Sverige                                                | 3 – 5                     | Ryssland                                                                               | ČEZ Aréna                                                    |                                                              |
| 19:15 | 19:15       | (0–2, 1–1, 2–2) Summering                              | (0–2, 1–1, 2–2) Summering | (0–2, 1–1, 2–2) Summering                                                              | Ostrava Publik: 7 248 Domare: Tobias Wehrli Vladimir Sindler | Ostrava Publik: 7 248 Domare: Tobias Wehrli Vladimir Sindler |
| 19:15 | 19:15       | Klingberg (31:03) (PP) Lander (43:36) Eriksson (54:45) | Mål                       | Mozyakin (10:51) (PP) Shirokov (16:01) Malkin (20:48) Malkin (55:11) Tarasenko (58:13) | Ostrava Publik: 7 248 Domare: Tobias Wehrli Vladimir Sindler | Ostrava Publik: 7 248 Domare: Tobias Wehrli Vladimir Sindler |
| 19:15 | 19:15       |                                                        |                           |                                                                                        | Ostrava Publik: 7 248 Domare: Tobias Wehrli Vladimir Sindler | Ostrava Publik: 7 248 Domare: Tobias Wehrli Vladimir Sindler |
| 19:15 | 19:15       |                                                        |                           |                                                                                        | Ostrava Publik: 7 248 Domare: Tobias Wehrli Vladimir Sindler | Ostrava Publik: 7 248 Domare: Tobias Wehrli Vladimir Sindler |
| 19:15 | 19:15       |                                                        |                           |                                                                                        | Ostrava Publik: 7 248 Domare: Tobias Wehrli Vladimir Sindler | Ostrava Publik: 7 248 Domare: Tobias Wehrli Vladimir Sindler |
| 19:15 | 19:15       |                                                        |                           |                                                                                        | Ostrava Publik: 7 248 Domare: Tobias Wehrli Vladimir Sindler | Ostrava Publik: 7 248 Domare: Tobias Wehrli Vladimir Sindler |

|       | 14 maj 2015 | Finland                                      | 3 – 5                     | Tjeckien                                                                        | O2 Arena                                                   |                                                            |
| 20:15 | 20:15       | (1–1, 1–2, 1–2) Summering                    | (1–1, 1–2, 1–2) Summering | (1–1, 1–2, 1–2) Summering                                                       | Prag Publik: 17 383 Domare: Konstantin Olenin Roman Gofman | Prag Publik: 17 383 Domare: Konstantin Olenin Roman Gofman |
| 20:15 | 20:15       | Ruutu (17:19) Jokinen (23:45) Barkov (44:24) | Mål                       | Kovar (08:56) Jagr (33:51) (PP) Kovar (35:28) (PP) Jagr (55:30) Sobotka (59:37) | Prag Publik: 17 383 Domare: Konstantin Olenin Roman Gofman | Prag Publik: 17 383 Domare: Konstantin Olenin Roman Gofman |
| 20:15 | 20:15       |                                              |                           |                                                                                 | Prag Publik: 17 383 Domare: Konstantin Olenin Roman Gofman | Prag Publik: 17 383 Domare: Konstantin Olenin Roman Gofman |
| 20:15 | 20:15       |                                              |                           |                                                                                 | Prag Publik: 17 383 Domare: Konstantin Olenin Roman Gofman | Prag Publik: 17 383 Domare: Konstantin Olenin Roman Gofman |
| 20:15 | 20:15       |                                              |                           |                                                                                 | Prag Publik: 17 383 Domare: Konstantin Olenin Roman Gofman | Prag Publik: 17 383 Domare: Konstantin Olenin Roman Gofman |
| 20:15 | 20:15       |                                              |                           |                                                                                 | Prag Publik: 17 383 Domare: Konstantin Olenin Roman Gofman | Prag Publik: 17 383 Domare: Konstantin Olenin Roman Gofman |

#### Semifinaler
Alla tider är angivna i lokal tid (UTC+2). 
|       | 16 maj 2015 | Kanada                      | 2 – 0                     | Tjeckien                  | O2 Arena                                                         |                                                                  |
| 15:15 | 15:15       | (1–0, 1–0, 0–0) Summering   | (1–0, 1–0, 0–0) Summering | (1–0, 1–0, 0–0) Summering | Prag Publik: 17 383 Domare: Marcus Vinnerborg Viacheslav Bulanov | Prag Publik: 17 383 Domare: Marcus Vinnerborg Viacheslav Bulanov |
| 15:15 | 15:15       | Hall (08:40) Spezza (29:02) | Mål                       |                           | Prag Publik: 17 383 Domare: Marcus Vinnerborg Viacheslav Bulanov | Prag Publik: 17 383 Domare: Marcus Vinnerborg Viacheslav Bulanov |
| 15:15 | 15:15       |                             |                           |                           | Prag Publik: 17 383 Domare: Marcus Vinnerborg Viacheslav Bulanov | Prag Publik: 17 383 Domare: Marcus Vinnerborg Viacheslav Bulanov |
| 15:15 | 15:15       |                             |                           |                           | Prag Publik: 17 383 Domare: Marcus Vinnerborg Viacheslav Bulanov | Prag Publik: 17 383 Domare: Marcus Vinnerborg Viacheslav Bulanov |
| 15:15 | 15:15       |                             |                           |                           | Prag Publik: 17 383 Domare: Marcus Vinnerborg Viacheslav Bulanov | Prag Publik: 17 383 Domare: Marcus Vinnerborg Viacheslav Bulanov |
| 15:15 | 15:15       |                             |                           |                           | Prag Publik: 17 383 Domare: Marcus Vinnerborg Viacheslav Bulanov | Prag Publik: 17 383 Domare: Marcus Vinnerborg Viacheslav Bulanov |

|       | 16 maj 2015 | USA                       | 0 – 4                     | Ryssland                                                                      | O2 Arena                                            |                                                     |
| 19:15 | 19:15       | (0–0, 0–0, 0–4) Summering | (0–0, 0–0, 0–4) Summering | (0–0, 0–0, 0–4) Summering                                                     | Prag Publik: 14 938 Domare: Tobias Wehrli Jyri Rönn | Prag Publik: 14 938 Domare: Tobias Wehrli Jyri Rönn |
| 19:15 | 19:15       |                           | Mål                       | Mozyakin (47:17) Aleksandr Ovetjkin (50:19) Shipachyov (55:28) Malkin (58:35) | Prag Publik: 14 938 Domare: Tobias Wehrli Jyri Rönn | Prag Publik: 14 938 Domare: Tobias Wehrli Jyri Rönn |
| 19:15 | 19:15       |                           |                           |                                                                               | Prag Publik: 14 938 Domare: Tobias Wehrli Jyri Rönn | Prag Publik: 14 938 Domare: Tobias Wehrli Jyri Rönn |
| 19:15 | 19:15       |                           |                           |                                                                               | Prag Publik: 14 938 Domare: Tobias Wehrli Jyri Rönn | Prag Publik: 14 938 Domare: Tobias Wehrli Jyri Rönn |
| 19:15 | 19:15       |                           |                           |                                                                               | Prag Publik: 14 938 Domare: Tobias Wehrli Jyri Rönn | Prag Publik: 14 938 Domare: Tobias Wehrli Jyri Rönn |
| 19:15 | 19:15       |                           |                           |                                                                               | Prag Publik: 14 938 Domare: Tobias Wehrli Jyri Rönn | Prag Publik: 14 938 Domare: Tobias Wehrli Jyri Rönn |

#### Bronsmatch
Alla tider är angivna i lokal tid (UTC+2). 
|       | 17 maj 2015 | USA                                        | 3 – 0                     | Tjeckien                  | O2 Arena                                                |                                                         |
| 16:15 | 16:15       | (2–0, 1–0, 0–0) Summering                  | (2–0, 1–0, 0–0) Summering | (2–0, 1–0, 0–0) Summering | Prag Publik: 15 007 Domare: Marcus Vinnerborg Jyri Rönn | Prag Publik: 15 007 Domare: Marcus Vinnerborg Jyri Rönn |
| 16:15 | 16:15       | Bonino (07:25) Lewis (18:13) Coyle (39:10) | Mål                       |                           | Prag Publik: 15 007 Domare: Marcus Vinnerborg Jyri Rönn | Prag Publik: 15 007 Domare: Marcus Vinnerborg Jyri Rönn |
| 16:15 | 16:15       |                                            |                           |                           | Prag Publik: 15 007 Domare: Marcus Vinnerborg Jyri Rönn | Prag Publik: 15 007 Domare: Marcus Vinnerborg Jyri Rönn |
| 16:15 | 16:15       |                                            |                           |                           | Prag Publik: 15 007 Domare: Marcus Vinnerborg Jyri Rönn | Prag Publik: 15 007 Domare: Marcus Vinnerborg Jyri Rönn |
| 16:15 | 16:15       |                                            |                           |                           | Prag Publik: 15 007 Domare: Marcus Vinnerborg Jyri Rönn | Prag Publik: 15 007 Domare: Marcus Vinnerborg Jyri Rönn |
| 16:15 | 16:15       |                                            |                           |                           | Prag Publik: 15 007 Domare: Marcus Vinnerborg Jyri Rönn | Prag Publik: 15 007 Domare: Marcus Vinnerborg Jyri Rönn |

#### Final
Alla tider är angivna i lokal tid (UTC+2). 
|       | 17 maj 2015 | Kanada                                                                                          | 6 – 1                     | Ryssland                  | O2 Arena                                                   |                                                            |
| 20:45 | 20:45       | (1–0, 3–0, 2–1) Summering                                                                       | (1–0, 3–0, 2–1) Summering | (1–0, 3–0, 2–1) Summering | Prag Publik: 17 383 Domare: Tobias Wehrli Vladimir Sindler | Prag Publik: 17 383 Domare: Tobias Wehrli Vladimir Sindler |
| 20:45 | 20:45       | Eakin (18:10) Ennis (21:56) Crosby (27:22) Seguin (28:06) Giroux (48:58) (PP) MacKinnon (49:50) | Mål                       | Malkin (52:47)            | Prag Publik: 17 383 Domare: Tobias Wehrli Vladimir Sindler | Prag Publik: 17 383 Domare: Tobias Wehrli Vladimir Sindler |
| 20:45 | 20:45       |                                                                                                 |                           |                           | Prag Publik: 17 383 Domare: Tobias Wehrli Vladimir Sindler | Prag Publik: 17 383 Domare: Tobias Wehrli Vladimir Sindler |
| 20:45 | 20:45       |                                                                                                 |                           |                           | Prag Publik: 17 383 Domare: Tobias Wehrli Vladimir Sindler | Prag Publik: 17 383 Domare: Tobias Wehrli Vladimir Sindler |
| 20:45 | 20:45       |                                                                                                 |                           |                           | Prag Publik: 17 383 Domare: Tobias Wehrli Vladimir Sindler | Prag Publik: 17 383 Domare: Tobias Wehrli Vladimir Sindler |
| 20:45 | 20:45       |                                                                                                 |                           |                           | Prag Publik: 17 383 Domare: Tobias Wehrli Vladimir Sindler | Prag Publik: 17 383 Domare: Tobias Wehrli Vladimir Sindler |

### Statistik
| Nr | Spelare         | Land     | Mål |
| -- | --------------- | -------- | --- |
| 1  | Tyler Seguin    | Kanada   | 9   |
| 2  | Filip Forsberg  | Sverige  | 8   |
| 3  | Taylor Hall     | Kanada   | 7   |
| 4  | Jaromír Jágr    | Tjeckien | 6   |
|    | Sergej Moziakin | Ryssland | 6   |
|    | Brock Nelson    | USA      | 6   |
|    | Jason Spezza    | Kanada   | 6   |

| Nr | Spelare              | Land    | Poäng |
| -- | -------------------- | ------- | ----- |
| 1  | Oliver Ekman Larsson | Sverige | 10    |
| 2  | Brent Burns          | Kanada  | 9     |
|    | Ryan O'Reilly        | Kanada  | 9     |
| 4  | Mathis Olimb         | Norge   | 8     |
| 5  | Jussi Jokinen        | Finland | 8     |

| Nr | Spelare         | Land     | Poäng |
| -- | --------------- | -------- | ----- |
| 1  | Jason Spezza    | Kanada   | 14    |
| 2  | Jordan Eberle   | Kanada   | 13    |
| 3  | Taylor Hall     | Kanada   | 12    |
| 4  | Sergej Moziakin | Ryssland | 12    |
| 5  | Matt Duchene    | Kanada   | 12    |

| Nr | Målvakt           | Land      | %     |
| -- | ----------------- | --------- | ----- |
| 1  | Connor Hellebuyck | USA       | 94,79 |
| 2  | Sebastian Dahm    | Danmark   | 93,17 |
| 3  | Mike Smith        | Kanada    | 95,02 |
| 4  | Pekka Rinne       | Finland   | 92,77 |
| 5  | Cristobal Huet    | Frankrike | 92,25 |

### Utmärkelser
- Bästa spelare utsedda av VM:s direktorat:
  - Bästa Målvakt:  Pekka Rinne
  - Bästa Back:  Brent Burns
  - Bästa Forward:  Jason Spezza

Källa: IIHF.com
- Media All-Stars
  - MVP:  Jaromír Jágr
  - Målvakt:  Connor Hellebuyck
  - Backar:  Brent Burns /  Oliver Ekman Larsson
  - Forward:  Jaromír Jágr /  Taylor Hall /  Jason Spezza

Källa: IIHF.com

### Slutresultat
Slutresultat av VM 2015:
|    | Kanada      |
|    | Ryssland    |
|    | USA         |
| 4  | Tjeckien    |
| 5  | Sverige     |
| 6  | Finland     |
| 7  | Vitryssland |
| 8  | Schweiz     |
| 9  | Slovakien   |
| 10 | Tyskland    |
| 11 | Norge       |
| 12 | Frankrike   |
| 13 | Lettland    |
| 14 | Danmark     |
| 15 | Österrike   |
| 16 | Slovenien   |

## Division I

### Grupp A
Division I A turneringen var planerad att spelas i Donetsk, Ukraina, från 19 till 25 april 2015. Ukraina drog dock tillbaka sitt anbud med anledning av oroligheterna i landet. IIHF bestämde den 18 september 2014 att Kraków, Polen, tog över arrangemanget och att turneringen spelades 19 till 25 april 2015. 
Spelplats: Tauron Arena Kraków,  Kraków, Polen
| Lag       | S | V | ÖV | ÖF | F | GM | IM | MS  | P  |
| --------- | - | - | -- | -- | - | -- | -- | --- | -- |
| Kazakstan | 5 | 5 | 0  | 0  | 0 | 23 | 6  | +17 | 15 |
| Ungern    | 5 | 4 | 0  | 0  | 1 | 14 | 11 | +3  | 12 |
| Polen     | 5 | 2 | 0  | 0  | 3 | 9  | 9  | 0   | 6  |
| Japan     | 5 | 2 | 0  | 0  | 3 | 10 | 16 | −6  | 6  |
| Italien   | 5 | 1 | 1  | 0  | 3 | 7  | 12 | −5  | 5  |
| Ukraina   | 5 | 0 | 0  | 1  | 4 | 8  | 17 | −9  | 1  |

| Avancemang till världsmästerskapet 2016 | Relegerad till Division I B 2016 |

### Grupp B
Division I B turneringen spelades i Eindhoven, Nederländerna, från 13 till 19 april 2015.
Spelplats: IJssportcentrum Eindhoven,  Eindhoven, Nederländerna
| Lag            | S | V | ÖV | ÖF | F | GM | IM | MS  | P  |
| -------------- | - | - | -- | -- | - | -- | -- | --- | -- |
| Sydkorea       | 5 | 4 | 0  | 0  | 1 | 30 | 11 | +19 | 12 |
| Storbritannien | 5 | 3 | 1  | 0  | 1 | 13 | 10 | +3  | 11 |
| Litauen        | 5 | 3 | 0  | 0  | 2 | 11 | 12 | −1  | 9  |
| Kroatien       | 5 | 2 | 0  | 1  | 2 | 17 | 20 | −3  | 7  |
| Estland        | 5 | 1 | 0  | 0  | 4 | 10 | 21 | −11 | 3  |
| Nederländerna  | 5 | 1 | 0  | 0  | 4 | 9  | 16 | −7  | 3  |

| Avancemang till Division I A 2016 | Relegerad till Division II A 2016 |

## Division II

### Grupp A
Division II A turneringen spelades i Reykjavik, Island, från 13 till 19 april 2015.
Spelplats: Laugardalur Arena,  Reykjavik, Island
| Lag        | S | V | ÖV | ÖF | F | GM | IM | MS  | P  |
| ---------- | - | - | -- | -- | - | -- | -- | --- | -- |
| Rumänien   | 5 | 4 | 1  | 0  | 0 | 27 | 11 | +16 | 14 |
| Belgien    | 5 | 2 | 1  | 0  | 2 | 22 | 15 | +7  | 8  |
| Serbien    | 5 | 1 | 1  | 2  | 1 | 18 | 22 | −4  | 7  |
| Spanien    | 5 | 2 | 0  | 1  | 2 | 16 | 20 | −4  | 7  |
| Island     | 5 | 2 | 0  | 1  | 2 | 17 | 13 | +4  | 7  |
| Australien | 5 | 0 | 1  | 0  | 4 | 11 | 30 | −19 | 2  |

| Avancemang till Division I B 2016 | Relegerad till Division II B 2016 |

### Grupp B
Division II B turneringen spelades i Kapstaden, Sydafrika, från 13 till 19 april 2015.
Spelplats: Grandwest Ice Arena,  Kapstaden, Sydafrika
| Lag         | S | V | ÖV | ÖF | F | GM | IM | MS  | P  |
| ----------- | - | - | -- | -- | - | -- | -- | --- | -- |
| Kina        | 5 | 4 | 1  | 0  | 0 | 33 | 15 | +18 | 14 |
| Nya Zeeland | 5 | 3 | 0  | 0  | 2 | 21 | 17 | +4  | 9  |
| Mexiko      | 5 | 3 | 0  | 0  | 2 | 24 | 15 | +9  | 9  |
| Bulgarien   | 5 | 2 | 0  | 0  | 3 | 17 | 30 | −13 | 6  |
| Israel      | 5 | 1 | 0  | 1  | 3 | 20 | 29 | −9  | 4  |
| Sydafrika   | 5 | 1 | 0  | 0  | 4 | 11 | 20 | −9  | 3  |

| Avancemang till Division II A 2016 | Relegerad till Division III 2016 |

## Division III
Division III turneringen spelades i Izmir, Turkiet, från 3 till 12 april 2015.
Spelplats: Bornova Ice Sports Hall,  Izmir, Turkiet
| Lag                     | S | V | ÖV | ÖF | F | GM | IM | MS  | P  |
| ----------------------- | - | - | -- | -- | - | -- | -- | --- | -- |
| Nordkorea               | 6 | 5 | 1  | 0  | 0 | 50 | 9  | +41 | 17 |
| Turkiet                 | 6 | 5 | 0  | 1  | 0 | 59 | 11 | +48 | 16 |
| Luxemburg               | 6 | 4 | 0  | 0  | 2 | 39 | 19 | +20 | 12 |
| Hongkong                | 6 | 3 | 0  | 0  | 3 | 30 | 30 | 0   | 9  |
| Georgien                | 6 | 1 | 1  | 0  | 4 | 20 | 56 | −36 | 5  |
| Förenade arabemiraten   | 6 | 1 | 0  | 1  | 4 | 14 | 44 | −30 | 4  |
| Bosnien och Hercegovina | 6 | 0 | 0  | 0  | 6 | 3  | 46 | −43 | 0  |

| Avancemang till Division II B 2016 |